# Howard et Harold McBride
 (avril 2020).
Le contenu est difficilement compréhensible vu les erreurs de traduction, qui sont peut-être dues à l'utilisation d'un logiciel de traduction automatique.
Howard et Harold McBride sont deux personnages de la série télévisée d'animation américaine Bienvenue chez les Loud sur Nickelodeon. Howard et Harold sont doublés respectivement par les comédiens Michael McDonald (en) et Wayne Brady. Leur première apparition a été dans l'épisode La Soirée pyjama, à la suite de plusieurs épisodes dans lesquels ils n'ont été que mentionnés.
Les McBrides ont leur importance dans le fait qu'ils soient le premier couple gay marié à figurer dans une série animée Nickelodeon. Les McBrides sont notamment un couple interracial. Leur introduction dans la série a été rapportée dans les médias comme étant historique et a provoqué une croissance élevée de l'audience.
Howard et Harold sont les pères adoptifs de Clyde McBride, qui est l'un des personnages principaux et le meilleur ami du protagoniste Lincoln Loud. Ils élèvent Clyde avec attention et le laissent rarement sans surveillance. Howard est sensible et névrosé, devenant souvent trop émotif en regardant Clyde grandir. Le style parental d'Harold contraste avec celui d'Howard; il est calme et soucieux de la sécurité et de la santé de Clyde par-dessus tout. Les McBrides contrastent avec les parents laxistes de Lincoln.
Les personnages ont été salués par les critiques de télévision et les fans pour être une représentation positive d'un couple marié gay interracial. Des critiques positives de la série ont également attiré l'attention sur l'absence d'insistance sur leurs orientations sexuelles, ainsi que sur leur représentation en tant que parents LGBT aptes et capables d'élever un enfant. Les portraits des personnages ont reçu des distinctions et des nominations d'organisations telles que GLAAD, NAMIC et South Florida Gay News. Cependant, l'introduction des personnages a entraîné une certaine controverse et une censure de la série.

## Personnages

### Rôle
Howard et Harold sont les parents hélicoptère de Clyde et ont tendance à le surprotéger. Howard ressent le besoin de protéger Clyde à tout moment et ne le laisse jamais hors de sa vue, sauf s'il est avec Lincoln ou à l'école. Howard est également sensible et trop émotif, ayant souvent besoin de Harold pour l'aider à se détendre lorsqu'il est épuisé. Le comportement de Harold est opposé ; il est simple et d'humeur égale. Les deux McBrides ont un penchant pour les chats et en ont adopté deux, Cleopawtra et Nepurrtiti (du nom de Cléopâtre et Néfertiti, deux reines égyptiennes). Leur nom de famille est ironique car une bride est une jeune mariée, mais ce sont deux hommes mariés.
Un gag en cours d'exécution est le répertoire improbablement[Quoi ?] vaste et en constante expansion des loisirs et des anciens emplois des McBrides, qui augmente progressivement pour inclure tout un ensemble de compétences requises par l'intrigue des épisodes. Chaque fois que l'un des enfants Loud apprend quelque chose de nouveau de Howard et Harold, ils diront simplement que « M. McBride » leur a enseigné, laissant intentionnellement ambiguë le père qui possède chaque compétence. Le seul passe-temps constant est le talent d'Harold pour préparer des plats cuisinés à la maison pour Clyde et Howard, en particulier l'un des aliments préférés de Clyde : les frittatas à la bette à carde. Les McBrides paraissent comme des fous aux yeux des parents de Lincoln Loud, qui ne sont pas facilement inquiets et plus sensés malgré le fait d'avoir onze enfants au lieu d'un.
Howard et Harold ont fait leurs débuts à l'écran dans La Soirée pyjama, épisode dans lequel ils amènent Clyde à une soirée pyjama chez Lincoln et Howard a du mal à le laisser partir. Ils avaient déjà été mentionnés dans La table des grands et La récupération, qui étaient les deux premiers épisodes de Bienvenue chez les Loud à être publiés en ligne.

### Développement
Howard et Harold ont été parmi les premiers personnages secondaires créés pour la série. Le créateur de la série Chris Savino a déclaré dans une interview avec Geeks OUT qu'il avait voulu faire des McBrides un couple gay parce que « Bienvenue chez les Louds est une affaire de famille et nous avons décidé très tôt que nous allions essayer de représenter toutes sortes de familles modernes ».  L'orientation sexuelle de Howard et Harold n'est intentionnellement jamais mentionnée dans le programme, et ils sont représentés comme n'importe quel autre couple. Ils ne présentent pas de manières stéréotypées associés habituellement à des hommes gays, comme une effémination[Quoi ?] et une flamboyance exagérées. Selon Shoma Chaudhury 's Catch News, Howard et Harold ont été créés dans le but « de présenter aux enfants des personnages LGBT qui sont à la fois normaux et sympathiques ».

## Héritage

### Réception critique
Les réponses critiques aux personnages ont été positives. Le magazine Time rapporte en juillet 2016 que « les gens sont ravis de la décision de Nickelodeon d'inclure un couple gay »[réf. nécessaire]. Kaitlyn Hayes de PinkNews a écrit dans sa critique de Bienvenue chez les Loud que leur représentation « d'une manière si naturelle et précise met toujours un énorme sourire sur nos visages ». Radio Times rapporte que le site de réseautage social Twitter avait donné lieu à de nombreux tweets « extrêmement positifs » sur le couple. Laura Bradley de Vanity Fair déclare que Bienvenue chez les Loud « traite le sujet [du mariage homosexuel] exactement de la bonne manière... ce genre de représentation occasionnelle dans les émissions pour enfants est une étape importante ». Elizabeth de Teen Vogue écrit que « La meilleure partie est que la série ne traite pas ces personnages différemment, ni même les présente avec un astérisque lourd sur leur état civil. »[réf. nécessaire]
Commentant le début des parents McBride, le personnel de Rotten Tomatoes a exprimé l'espoir que les deux personnages continueraient à faire leur apparition. Écrivant pour The A.V. Club, William Hughes déclare qu'il considère Howard et Harold comme plus importants que les personnages LGBT précédents dans les médias pour enfants, car ce sont des personnages récurrents et non uniques comme la plupart des autres. Les performances vocales de Michael McDonald et Wayne Brady ont également été positivement examinées.
En France, le magazine Yagg déclare que les McBrides ont été « brillamment intégrés dans l'intrigue » et qu'ils ont conquis les fans à l'étranger. Le site d'information espagnol Fórmula TV (es) écrit : « le jalon n'est pas seulement donné par l'orientation sexuelle et le sexe du couple, mais aussi par les couleurs de leur peau, car il s'agit d'un mariage interracial ».

### Censure et controverse
Tout comme l'inclusion de personnages LGBT dans d'autres programmes pour enfants, l'inclusion de Howard et Harold McBride dans Bienvenue chez les Loud a été critiquée par un groupe particulier ; la division One Million Moms de l' American Family Association s'est opposée aux scènes mettant en vedette les parents McBride et a échoué en faveur de l'épisode dans lequel ils ont d'abord semblé être édités pour exclure le couple, disant que « Nickelodeon devrait s'en tenir au divertissement au lieu de pousser un agenda. »[réf. nécessaire]
Les épisodes consacrés à Howard et Harold ont été extraits de la chaîne africaine de Nickelodeon. D'autres épisodes dans lesquels les personnages sont présentés ou mentionnés brièvement sont édités afin que les parents de McBride ne soient pas inclus. Cette décision a été critiquée par les fans d'Afrique du Sud, où le mariage gay est légal depuis 2006. Viacom déclare que, puisque le flux atteint d'autres marchés africains où l'homosexualité n'est pas autorisée, ils risqueraient de perdre leur licence de diffusion en montrant Howard et Harold. Leur épisode introductif a été rendu disponible sur le service de vidéo à la demande fr DStv en Afrique du Sud à la suite de la controverse. Le dub arabe de la série n'a jamais diffusé d'épisodes avec les parents de McBride, mais modifie cependant le dialogue de sorte que Howard parle d'une voix féminine et est appelé la mère de Clyde. Les McBrides sont la deuxième paire de personnages pour enfants dont la relation homosexuelle a été censurée pour les marchés étrangers ; le premier était Ruby and Sapphire de Steven Universe[réf. nécessaire].
En juin 2017, Bienvenue chez les Loud et cinq autres émissions de télévision pour enfants mettant en vedette des personnages LGBT ont été censurées au Kenya par le Kenya Film Classification Board. La série était au sommet de la liste noire du Kenya Film Classification Board, et une plainte de la KFCB a fait valoir que Bienvenue chez les Loud tente de « normaliser, glamouriser et même glorifier le comportement homosexuel ». Viacom a répondu publiquement, affirmant qu'ils respectaient « les cultures et les codes réglementaires variés des marchés dans lesquels nous opérons », mais « rendraient le contenu disponible sur les services de rattrapage » sur les marchés où les codes de radiodiffusion le permettent. Le même mois, un conseiller pour la jeunesse d'Abuja s'est plaint à l'agence de presse du Nigeria de Bienvenue chez les Loud et d'autres séries pour enfants présentant des thèmes LGBT, les qualifiant de « campagnes subtiles déguisées en formes de dessins animés pour capturer l'esprit des enfants »[réf. nécessaire].

## Récompenses et réalisations
Bienvenue chez les Loud la représentation de Howard et Harold McBride a conduit la série à être nommée pour l'épisode exceptionnel individuel au 28 GLAAD Media Awards et pour la programmation Enfants & Famille exceptionnelle au 29 GLAAD Media Awards,.
En octobre 2016, l'introduction de Howard et Harold a été nommée l'un des cinq meilleurs moments LGBT dans les dessins animés pour enfants par South Florida Gay News. En mai 2017, le portrait des McBrides a été nommé pour un prix Vision de la NAMIC (National Association for Multi-Ethnicity in Communications).
La plus large audience jamais vue pour un épisode de Bienvenue chez les Loud est de 2,28 millions pour Deux garçons et un bébé le 19 juillet 2016 ; ce fut le premier épisode à être diffusé après l'annonce de Howard et Harold[source insuffisante]. Les rédacteurs du magazine SOHH ont examiné cela et ont posé la question : « [Les dirigeants de Nickelodeon] regardent-ils la réalité ou essaient-ils simplement d'obtenir des notes ? »[réf. nécessaire]